# Brooksetta tibialis
Brooksetta tibialis är en insektsart som först beskrevs av Van Duzee 1916.  Brooksetta tibialis ingår i släktet Brooksetta och familjen ängsskinnbaggar. Inga underarter finns listade i Catalogue of Life.